# Seznam vrcholů v Ústí nad Labem
Seznam vrcholů v Ústí nad Labem uvádí vrcholy, které se nacházejí v katastru města Ústí nad Labem, jehož území je členité a kopcovité. Nadmořská výška se zde na malém území mění z cca 150 m n. m. u hladiny řeky Labe až ke šestisetmetrovým vrcholům.

## Vrcholy
- Erbenova vyhlídka (420 m) – nad Stříbrníky
- Havraní skála (385 m) – nad Sebuzínem
- Holoměř (290 m) – mezi Severní Terasou a Bukovem
- Hůrka (303 m) – mezi Stříbrníky a Skřivánkem
- Krkavčí skála (445 m) – nad Sebuzínem
- Malý Ostrý (571 m) – nad Brnou
- Mariánský vrch (265 m) – centrum
- Modřín (626 m) – nad Brnou a Sebuzínem
- Ořechovka (386 m) – nad Vaňovem
- Ovčí vrch (219 m) – Klíše
- Pahorek (379 m) – nad Sebuzínem
- Přední hůrka (501 m) – pod Novou vsí
- Sedlo (284 m) – Střekov
- Skály (449 m) – nad Vaňovem
- Skřivánčí vrch (630 m) – nad Brnou a Sebuzínem
- Strážný (275 m) – nad Mojžířem
- Střížovický vrch (342 m) – mezi Klíší a Všebořicemi
- Vyhlídka (370 m) – nad Skalkou
- Vysoký Ostrý (587 m) – nad Novou vsí a Brnou
- Zadní hůrka (509 m) – nad Novou vsí
- Zámecký vrch (312 m) – nad Olešnicí